# スルアン島
スルアン島はフィリピン東サマル州ギワンの島。レイテ湾東方、フィリピン海溝の西に位置する。この島はフェルディナンド・マゼランのアルマダ号の最初の停泊地とみなされている。

## 歴史
1521年3月17日、マゼランは98日の太平洋横断航海の末にこの島で錨を下ろした。サマール島やミンダナオ島が彼らの最初の上陸目的地であったが、マゼランは安全対策として投錨場所に住民の少ないであろうより小さな島を選んだ。ローレンス・バーグリーンの書籍Over the Edge of the Worldによると、"彼らはスルアン島に向かい、数時間の休憩のために錨を下ろした"とされる。彼らが次に錨を下ろしたのはホモンホン島であり、そこで現地住民と数週間を過ごし、最終的にリマサワ島に向かい、1521年3月31日にそこで初めてキリスト教のミサが行われた。
島の名は夜釣りで使われていた地元の言葉で、ワライ語でともしびを意味する'sulo'からきている。地元漁師にとってともしびを持つ人々を意味する言葉である。
第2次世界大戦においては連合軍が最初に日本から奪還したフィリピンの地となった。1944年10月17日、米第6レンジャー大隊がディナガット島、ホモンホン島、スルアン島に上陸し、マッカーサー率いる本隊がレイテ湾に進むうえでの入り口を確保している。レイテ島への上陸はその3日後のことであった。

## 台風
東サマル地方は太平洋の台風シーズンに熱帯性暴風雨に見舞われることが多く、多くの場合90%もの暴風雨がスルアン近郊を通過する。2013年11月8日にはスルアン島はギワンへ向かう前の台風ハイエン(現地名ヨランダ)の最初の被害を受け、サマール島との流通が停止し、経済だけでなく住民生活にも甚大な影響を与えた。住民の生活を再建するために国際機関が大規模な支援を行っている。

## ギャラリー

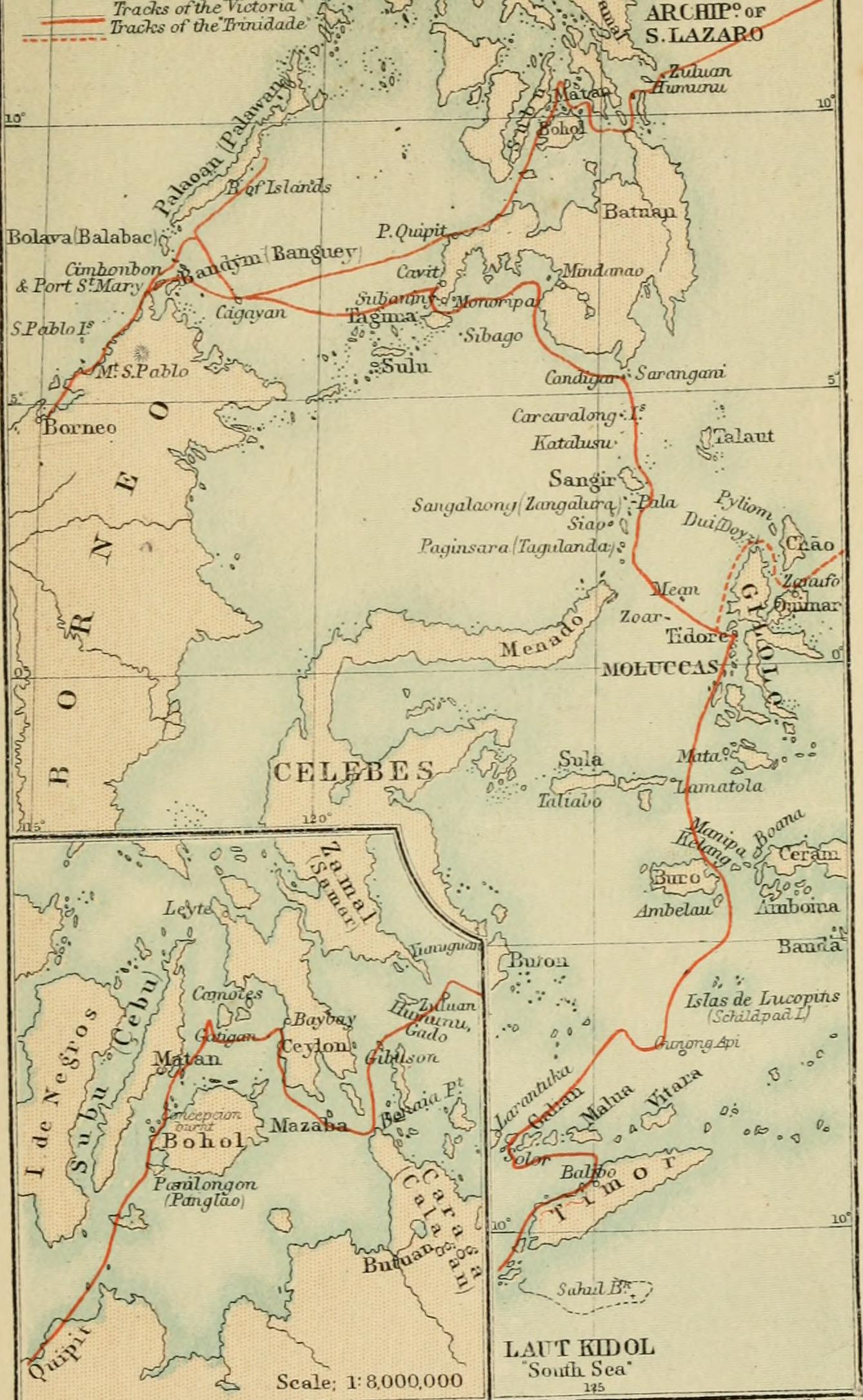
マゼランの航路
日本語の地図
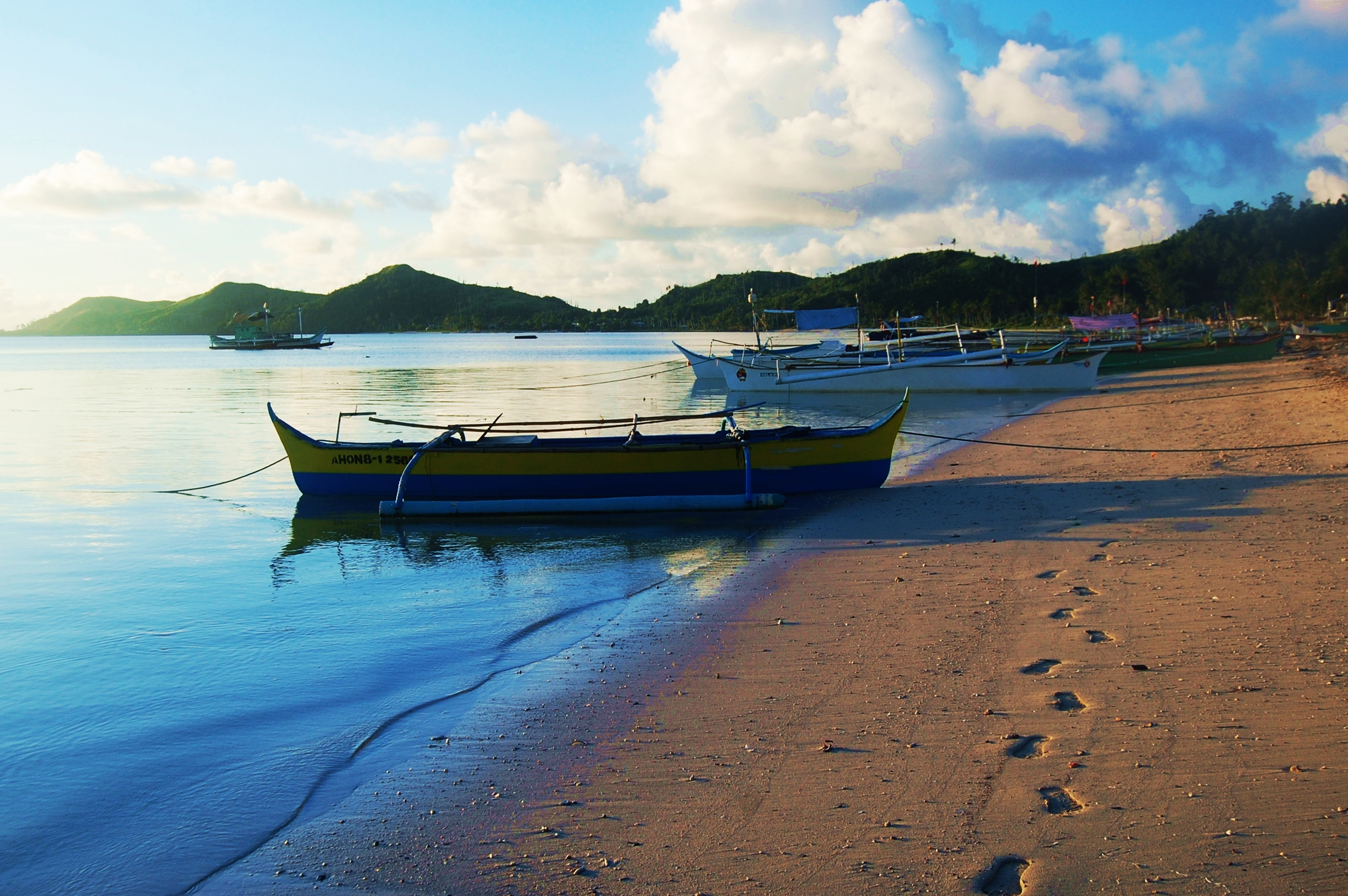
スルアンの海岸線

## 註釈
1. ↑  “No food for 4 days in Guiuan islands” (2013年11月14日). 2020年7月8日閲覧。